# Gipswerk Sachsenstein

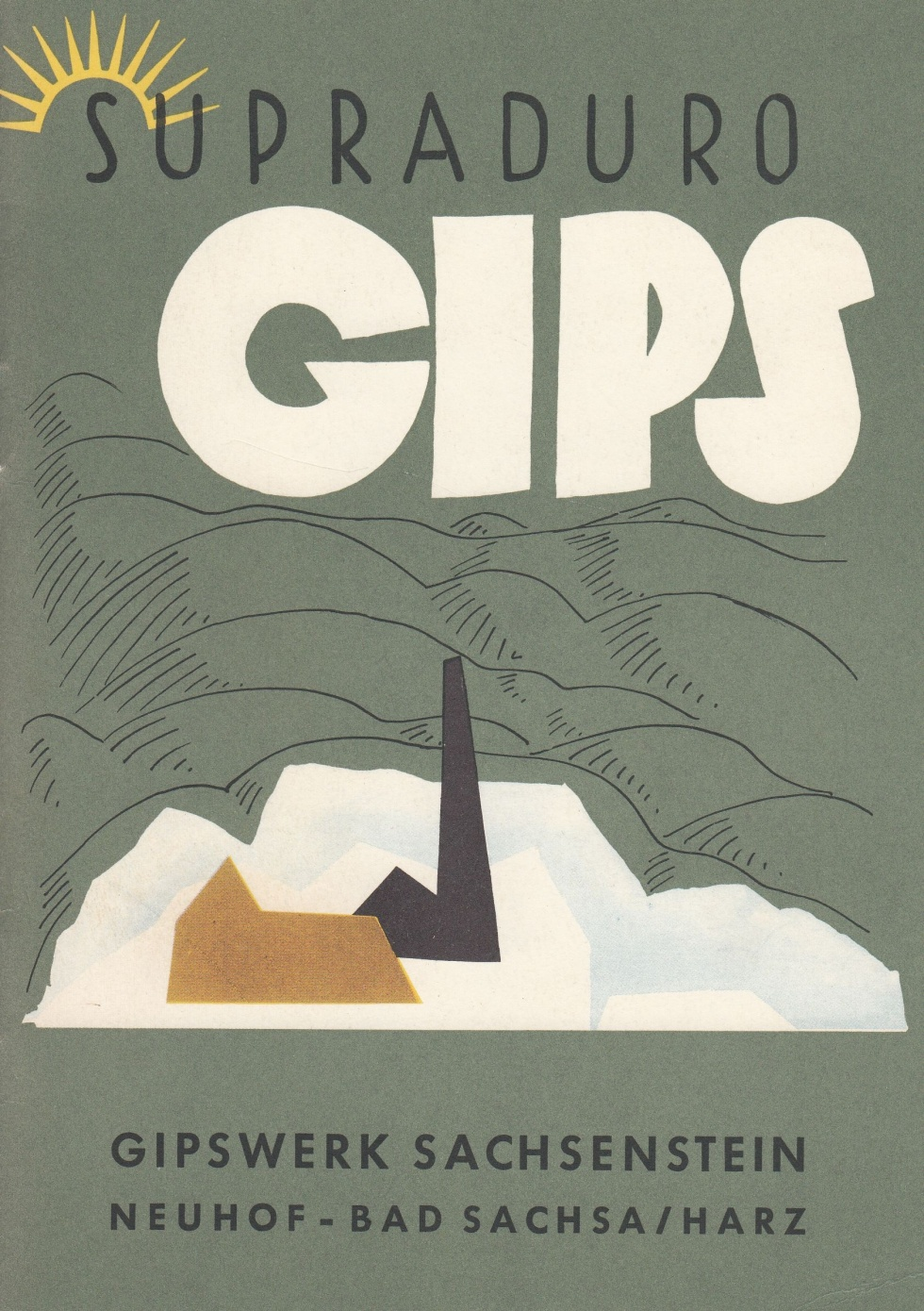
Gipswerk Sachsenstein (Werbeschrift um 1960)

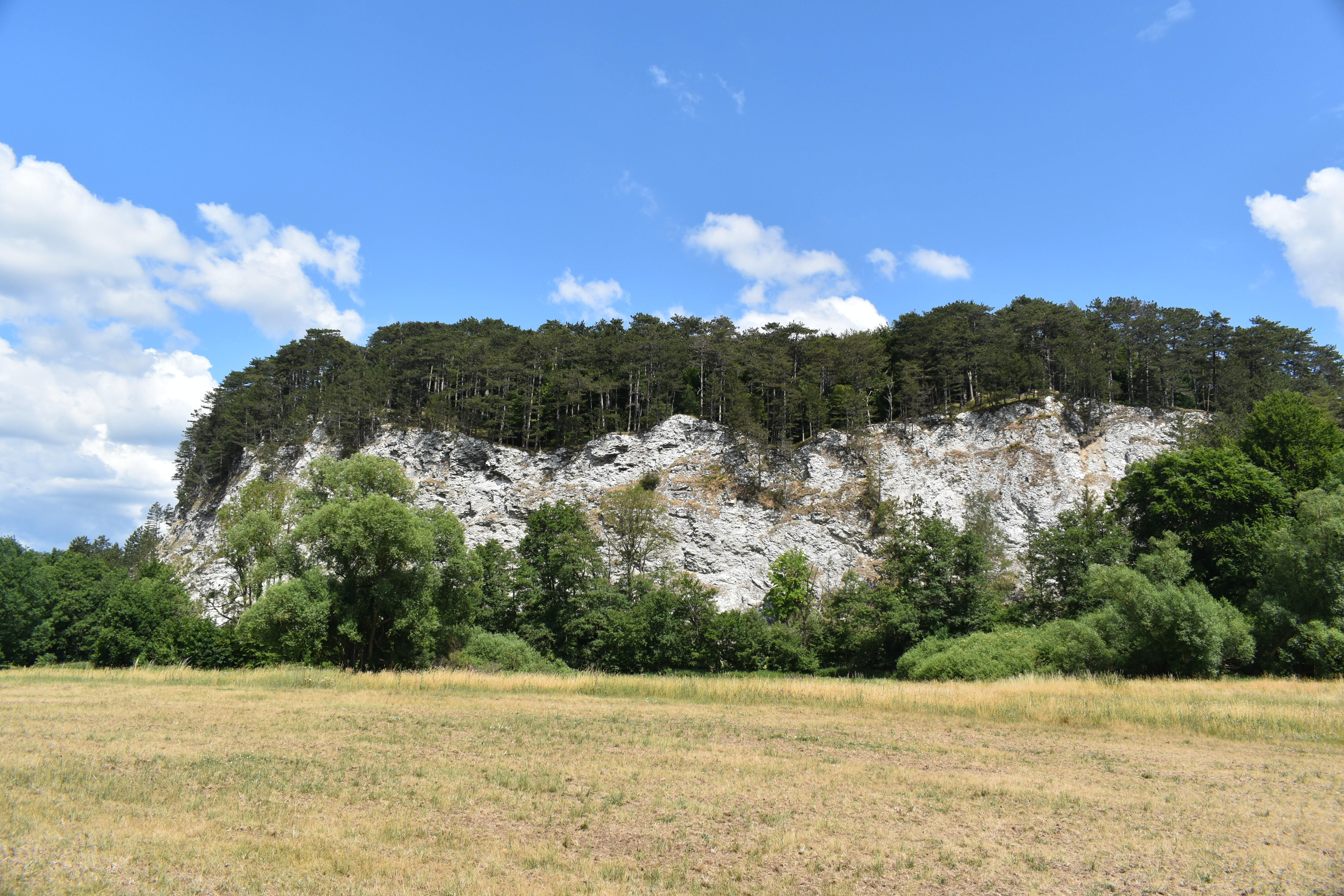
Sachsenstein bei Neuhof

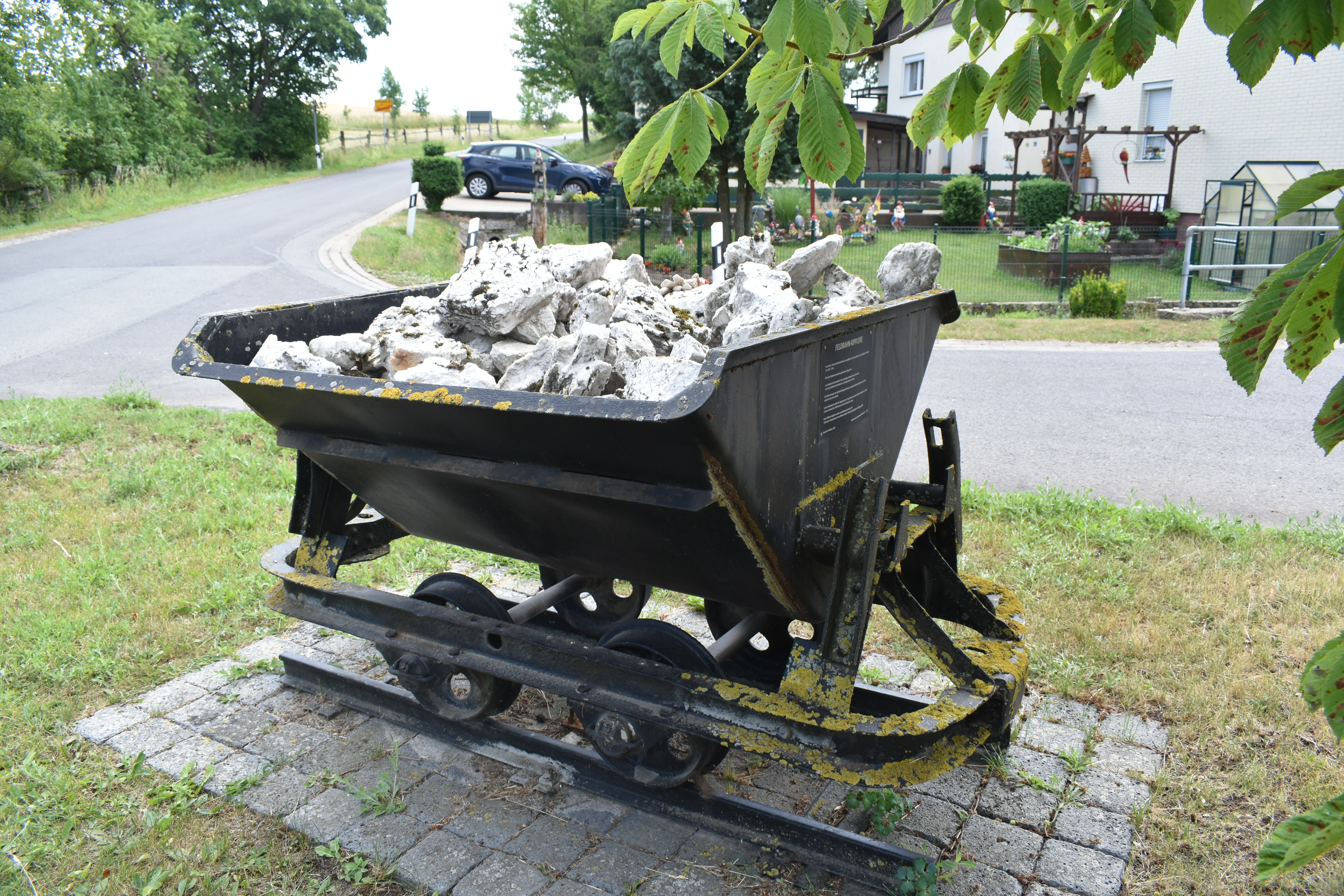
Kipplore des ehemaligen Gipsabbaus in Neuhof

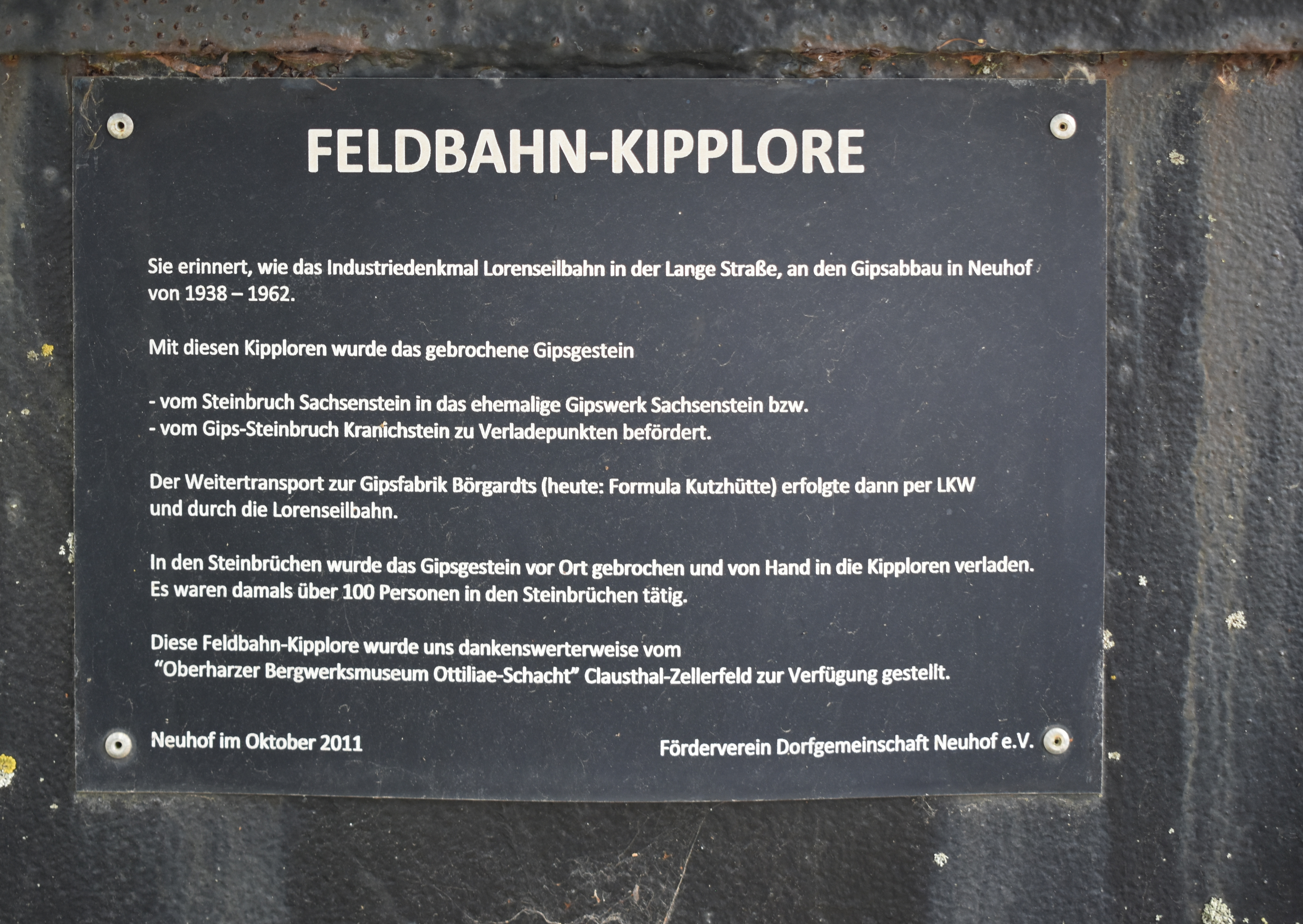
Feldbahn-Kipplore in Neuhof

Das Gipswerk Sachsenstein war ein kleines aber bedeutendes Gipswerk mit Steinbruch in Neuhof bei Bad Sachsa, heute Landkreis Göttingen.
Das Gipswerk am Sachsenstein ging aus einer Gipshütte hervor, die schon 1827 nachweisbar ist. In den 1950er Jahren wurde auf dem Firmengelände mit behördlicher Genehmigung die Sachsensteinhöhle zerstört, die einzige Gips-Schauhöhle Niedersachsens.

## Geschichte
1705 wurde ein Kalkbruch vor Neuhof erstmals erwähnt, und 1725 von einem neu angelegten Kalkofen berichtet.
Das Gipswerk am Sachsenstein ist aus einer Gipshütte hervorgegangen, die schon 1827 nachweisbar war.
In dem zugehörigen Gipsbruch wurde um 1840 die Sachsensteinhöhle angefahren.
Im Jahr 1846 wurde im Stammhaus des Gipswerks die Arbeit aufgenommen. Der Gipsofen ging, nachdem er einige Zeit vom Vorbesitzer, dem Kalkbrenner Karl Leimecke, an den Kalkbrenner Karl Bruchmann d. Ä. verpachtet war, im Jahre 1871 in dessen Besitz über.
Das Gipswerk war bis zum Zweiten Weltkrieg von geringer Bedeutung. In der Geschichte der Harzer Gipsindustrie hat es trotzdem die Besonderheit, dass hier Versuche zum Untertageabbau gemacht worden sind.
1943 erfolgte die Grundsteinlegung zur Produktion moderner Hartformen- und Modellgipstechnologie.
Nach dem Kriege nahm das Werk einen bedeutenden Aufschwung. Der unmittelbar hinter dem Werk gelegene Steinbruch war bald erschöpft, so bot es sich an den alten über der Höhle gelegenen Bereich wieder in Abbau zu nehmen.
Und obwohl die Sachsensteinhöhle bereits als Naturdenkmal in das Naturdenkmalbuch des Kreises Blankenburg eingetragen war, wurde die Aufhebung dieses Schutzstatus beantragt. Ein Druckmittel der Gipsindustrie war der drohende Verlust von 35 bis 38 Arbeitsplätzen.
Ein Gutachter bescheinigte 1951 die Aufhebung des Naturschutzes unter der Auflage, dass es einen engen Kontakt mit der Naturschutzbehörde zwecks Sicherung vorgeschichtlicher Zeugnisse gibt. Nach der 1952 erfolgten behördlichen Freigabe zum Abbruch ist die Sachsensteinhöhle spurlos verschwunden.
Das gebrochene Gipsgestein wurde mit einer kleinen Feldbahn in Kipploren vom Steinbruch Sachsenstein in das Gipswerk Sachsenstein befördert.
Der Gips aus dem Steinbruch am Kranichteich Neuhof wurde bis 1962  per Seilbahn ins Werk geliefert.
1979 wurde die Sachsensteinfabrik von der Firma Formula (früher Börgardts), übernommen. Im Gipswerk Sachsenstein wurden vor allem Dental- und Modellgipse für die Porzellanfarbrikation hergestellt. Der tägliche Abtransport erfolgte mit drei oder vier Silowagen über den Bahnhof Bad Sachsa/Neuhof. Einige der Kesselwagen waren weiß und hatten das Logo des Gipswerks – ein weißes S in einen schwarzen Stern – angebracht.
Das Gipswerk befüllte zusätzlich auch gedeckte Güterwagen mit Gips in Säcken. Schräg hinter der Gipsabfüllanlage war ein Betriebsgebäude der SEKUSA (Bayer Dentalgipse). Auch die SEKUSA verlud ihre Erzeugnisse hier auf Güterwagen.
Das Gipswerk Sachsenstein wurde 1988 stillgelegt und im Frühjahr 2001 abgerissen. Erhalten bleibt nur das ehemalige Verwaltungsgebäude mit seinem Treppenaufgang. Eine Nachnutzung des weitläufigen Geländes am nördlichen Ortsrand von Neuhof (Lange Straße) ist bis heute offen. Die Güterladestelle am Bahnhof Bad Sachsa wurde 1990 komplett zurückgebaut.
Unweit des ehemaligen Gipswerks Sachsenstein verläuft der Karstwanderweg. An der Straße von Neuhof nach Walkenried liegt die Kutzhütte, dass Spezialgipswerk BPB Formula (vormals Börgardts).

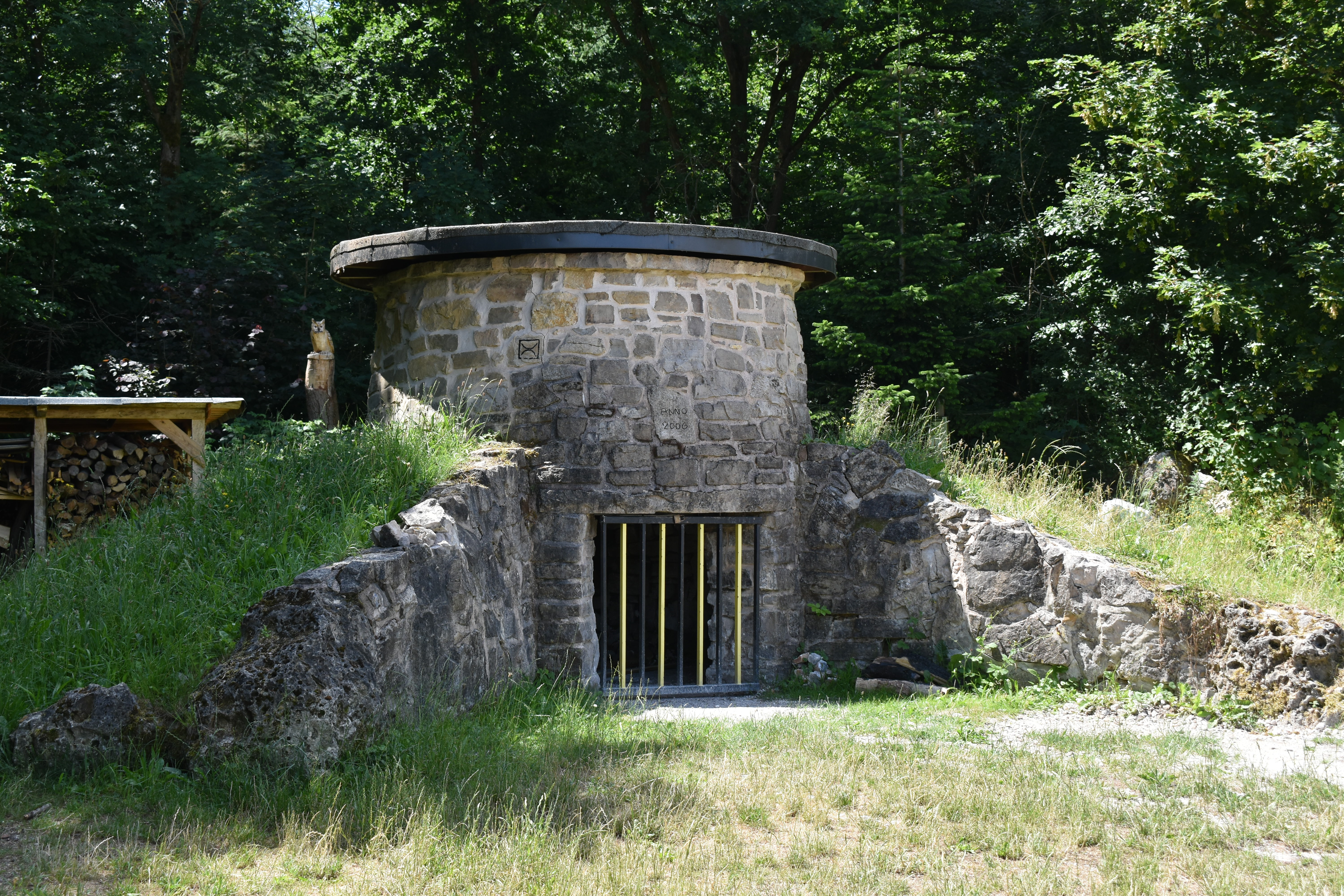
Historischer Gipsbrennofen am Naturlehrpfad Kranichteich Neuhof

2006 wurde am Naturlehrpfad Kranichteich in der Nähe des Dorfgemeinschaftshauses Neuhof ein historischer Gipsbrennofen aufgebaut und in Betrieb genommen.
Der zuvor von Werner Binnewies mit wissenschaftlicher Unterstützung der TU Clausthal erbaute mittelalterliche Gipsbrennofen wurde ursprünglich in Dorste in unmittelbarer Nähe des heutigen Betriebs der Südharzer Gipswerk GmbH aus Dolomit-Steinen aus Ührde und Mörtellehm aus Förste im Herbst 1994 errichtet und im März 1995 erstmals in Betrieb genommen.

Alle historischen Gipsbrennöfen wurden stets von der unteren Ofenmitte aus mit Holz, Torf oder Steinkohle befeuert.
Beim Gipsbrand am 21. Oktober 2006 wurden ca. 4 Tonnen Hochbrand-Gips produziert, die nach einer Abkühlungsphase von 2 Tagen in wasser- und luftdichte Kunststoff-Behälter aus dem Brennofen umgefüllt wurden und im Spezialgipswerk BPB Formula in Walkenried eingelagert worden sind.
Im Geopark Harz – Braunschweiger Land – Ostfalen ist dem Sachsenstein und Umgebung ein eigener Flyer (Landmarke 16) gewidmet.